# Bg (Unix)
Pour les articles homonymes, voir bg.
bg (abréviation de background) est une commande des systèmes d'exploitation Unix et Unix-like pour lancer une tâche (processus) de manière asynchrone en arrière-plan. bg identifie les tâches avec leurs PID. bg doit être inclus dans un système d'exploitation pour qu'il puisse être conforme à la norme POSIX.[réf. nécessaire]
fg est la commande utilisée pour reprendre un processus suspendu.